# ГЕС Demirköprü
ГЕС Demirköprü – гідроелектростанція на заході Туреччини. Використовує ресурс із річки Гедиз (в давнину Гермус), яка впадає в Егейське море за три десятки кілометрів на північний захід від Ізміру.
В межах проекту річку перекрили земляною греблею висотою 74 метри, яка потребувала 4,3 млн м3 матеріалу. Вона утворила витягнуте по долині річки на 18 км водосховище з площею поверхні 47,7 км2 та первісним об’ємом 1320 млн м3. Наразі об’єм рахується як 1022 млн м3, в т.ч. корисний об’єм 765 млн м3, що забезпечується коливанням рівня між позначками 222 та 244 метри НРМ.
Зі сховища через дериваційний тунель вода подається до розташованого за 2,3 км від греблі машинного залу. Основне обладнання станції становлять три турбіни типу Френсіс потужністю по 23 МВт, які повинні забезпечувати виробництво 80 млн кВт-год електроенергії на рік. 
Видача продукції відбувається по ЛЕП, розрахованій на роботу під напругою 154 кВ.
Основною функцією комплексу є зрошення 99 тисяч гектарів земель.